# Чарльз Говард Гінтон
Чарльз Говард Гінтон (англ. Charles Howard Hinton; (1853, Англія — 30 квітня 1907, штат Вашингтон, США) — британський математик та письменник науково-фантастичних творів під назвою «Наукові романи». Предметом його праць була розмірність простору, передовсім чотиривимірного простору. Він відомий тим, що ввів слово «тесеракт» та роботою над методами візуалізації геометрії більш високих вимірів.

## в масовій культурі
- Алістер Кроулі згадує Хінтона у своєму романі «Місячне дитя», хоча неправильно під ім’ям його батька, Джеймса Гінтона.

- Гінтон згадується в оповіданнях Хорхе Луїс Борхес «Тльон», «Укбар», «Орбіс Терціус», «Є багато речей» і «Таємне диво».

- Гінтон — головний герой п'єси Карлос Атанес «Забутий геній» («Життя і час Чарльза Говарда Гінтона»). Прем'єра п'єси відбулася в Мадриді в травні 2015 року, а була опублікована в травні 2017 року.

- Алан Мур згадував Гінтона у своєму історичному графічному романі «З пекла».